# Henricus de Bracton
Henricus de Bracton (rettere Henry of Bratton, fødselsår ukendt, død 1268) var en engelsk jurist.
Henricus de Bracton stammede rimeligvis fra en landsby Bratton (Bratton Fleming eller Bratton Clovelly) i Devonshire. Han blev rejsedommer 1245 og var 1248—1267 assiseretsdommer i Englands sydvestlige grevskaber. I 1264 blev han tillige ærkediakon i Barnstaple og samme år kansler ved katedralen i Exeter. Henricus de Bractons ufuldendte værk De legibus et consuetudinibus Angliæ libri quinque, in varios traclatus distincti, muligvis forfattet 1250—1259, er et af Englands stolteste litterære mindesmærker fra middelalderen, den første praktisk-videnskabelige fremstilling i systematisk Form af den gældende retsorden: civilprocessen, lenssystemet, strafferetten og straffeprocessen, fremragende ved rig kasuistik, grundig bearbejdelse af retstilfældene og skarp logik. Mærkelig er romerrettens indflydelse på Henricus de Bracton; de af ham benyttede steder af Azos Summa blev 1895 udgivet af Frederic William Maitland (Selected passages from the works of Bracton and Azo — The publications of the Selden Society VIII). Et af Paul Vinogradoff 1884 i British Museum fundet manuskript med omtrent 2 000, af Henricus de Bracton ved affattelsen af hans "Tractatus" anvendte retstilfælde offentliggjordes af Maitland i det fortrinlige værk: Bractons Note Book. A collection of cases decided in the king's courts during the reign of Henry the third, annotated by a lawyer of that time, seemingly by Henry of Bratton (I—III, 1887). Henricus de Bractons "Tractatus" blev første gang trykt i London 1569 af Richard Tottel. Af senere udgaver må fremhæves den af Sir Travers Twiss besørgede, med kildehenvisninger, parallelsteder og engelsk oversættelse (I—VI, 1878—1883), men en til nutidens fordringer svarende, kildekritisk udgave mangler endnu.